# Torre Ejecutiva Pemex

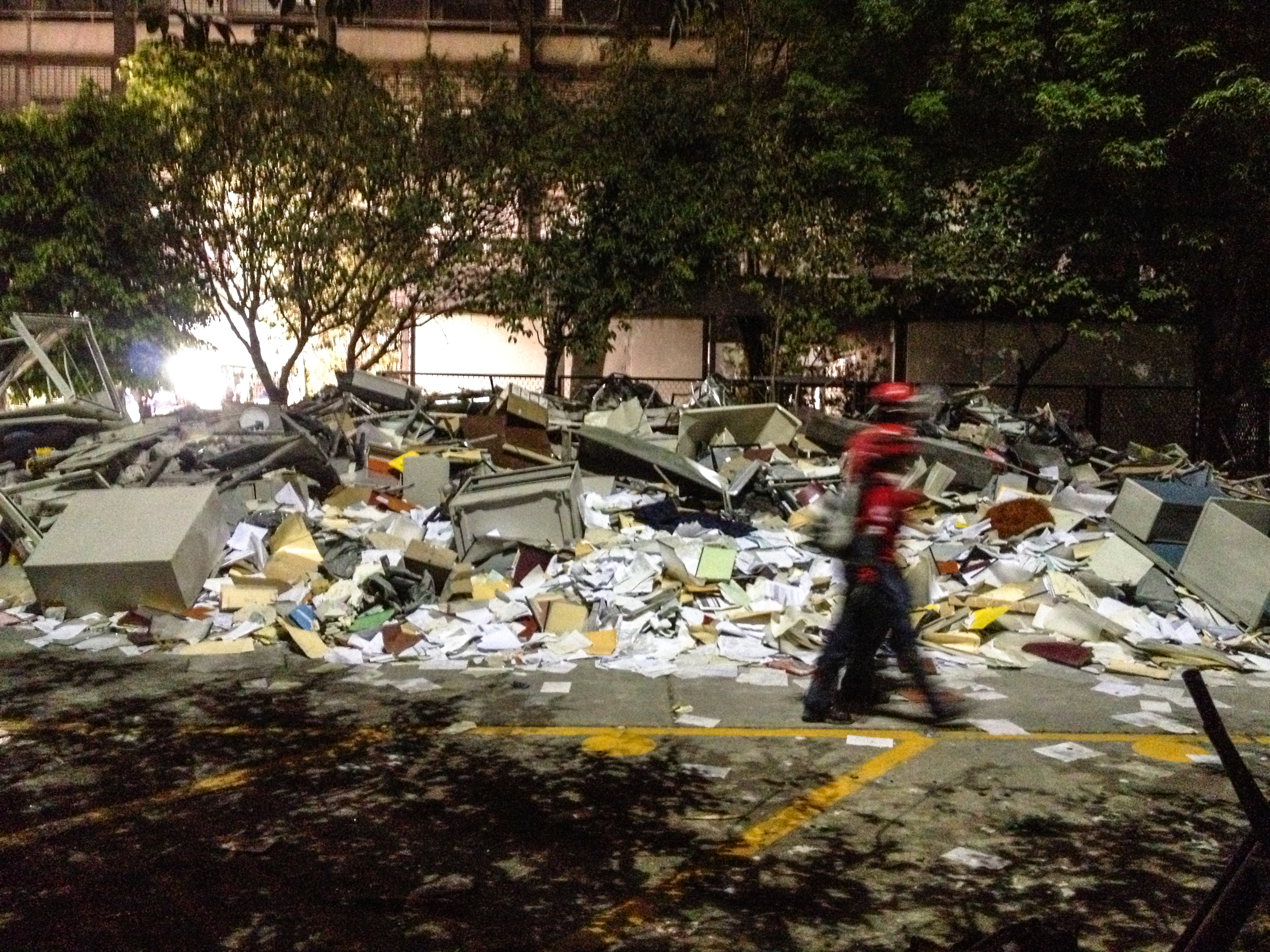
Après l'explosion de 2013

La Torre Ejecutiva Pemex est un gratte-ciel de Mexico haut de 214 m qui a été ouvert en 1984. Commencée en 1981, la tour est devenue à son ouverture le plus haut gratte-ciel de la ville et parmi les cent plus hauts immeubles du monde. Elle porte le nom de la compagnie pétrolière d'état Pemex.

## Histoire
Il avait été prévu au départ de faire deux tours de 25 étages, mais le bâtiment a été transformé en une tour unique de 51 étages dans le style international. Le 19 septembre 1985, la tour a résisté au tremblement de terre qui frappa Mexico qui était d'une magnitude de 8,1. Il serait un des gratte-ciels les plus robustes de la planète, avec le World Trade Center México (ancien Hôtel de México) et la Torre Latinoamericana, conçus pour résister à un tremblement de terre d'une magnitude supérieure à 8. 
La tour dépassa l'Hotel de México en 1983 et resta la plus haute construction de la ville pendant presque vingt ans, jusqu'en août 2003, où elle fut dépassée à son tour par la Torre Mayor.
Le 31 janvier 2013 une explosion s'y produit, et fait 37 morts et 120 blessés. L'enquête établit qu'un mélange de méthane et de vapeurs de solvants ont provoqué l'explosion.